# ظفر گرایی
ظفر گرایی (زاده ۳ تیر ۱۳۲۴) صداپیشه و دوبلور ایرانی است.
او در سال ۱۳۴۲ کار خود را درعرصه دوبلاژ آغاز نمود و بعد از اخذ دیپلم در سال ۱۳۴۶ به عضویت سندیکای گویندگان درآمد.
او تا سال ۱۳۶۶ به‌طور مداوم کار گویندگی را ادامه داد و از سال ۱۳۶۶ به آلمان سفر کرد و تا سال ۱۳۸۱ مقیم آن کشور بود. وی از سال ۱۳۸۱، ضمن بازگشت به ایران فعالیت خود را در عرصه گویندگی و دوبلاژ ادامه می‌دهد.
او در زمانهای گذشته در تئاتر فعالیت داشته‌است. صدای او دربسیاری از فیلم‌های سینمایی و سریال‌ها، خصوصاً سریال‌های کارتونی به یاد ماندنی است: همچون گویندگی به جای تسو در افسانه جومونگ و علی بابا درسریال کارتونی سندباد، گویندگی به جای چاملی در سریال کارتونی تنسی تاکسیدو و چاملی و گویندگی به جای ایگِل در کارتون گالیور.

## آثار
| اثر                  | شخصیت       | نکات                               |
| -------------------- | ----------- | ---------------------------------- |
| ماجراهای سندباد      | علی بابا    | دوبله در سال ۱۳۵۵                  |
| ماجراهای هاکلبری فین | هاکلبری فین |                                    |
| بارباپاپا            | باربا زو    | باربای زرد رنگ                     |
| مامفی                | مترسک       | دوبله در سال ۱۳۵۶                  |
| ماجراهای گالیور      | ایگل        | دوبله در سال ۱۳۵۶                  |
| تنسی تاکسی دو        | چاملی       | یکی از گویندگان شخصیت چاملی        |
| خانواده دی           | بن          |                                    |
| لاک پشت‌های نینجا     | لئوناردو    | دوبله مؤسسه رسانه‌های تصویری        |
| افسانه جومونگ        | تسو         | شاهزاده بویو                       |
| پهلوانان             | مفرد        | از شاگردان پوریای ولی (فصل ۱ تا ۴) |